# Verger (agricultura)

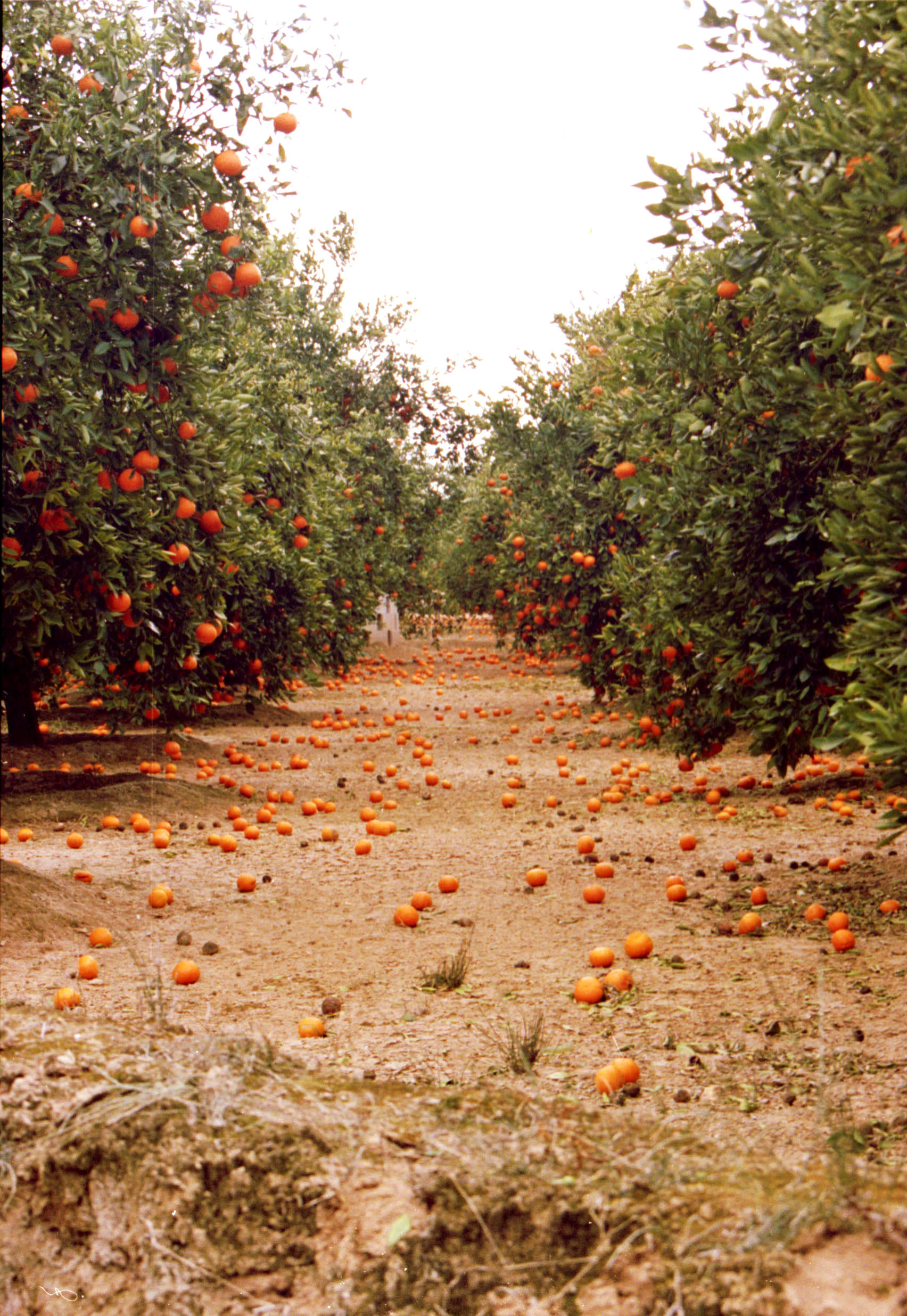
Tarongerar.

Un verger, hort fruiter o horta d'arbres fruiters és una àrea de terreny amb una plantació intencional dedicada al cultiu d'arbres o arbustos que produeixen fruits per a la producció comercial d'aliments. Els horts també són de vegades, una característica dels grans jardins, on tenen un propòsit tant estètic com productiu. El terreny de l'horta, doncs, es conrea de manera intencionada i generalment exclusivament amb arbres o arbustos per a la producció d'aliments, normalment espaiats de manera uniforme i lineal.
Un dels sentits tradicionals de verger és el d'hort tancat.
Els arbres i arbustos fruiters són espècies perennes i llenyoses, dividint-se en dos grans grups de fulles caduques i de fulles perennes, cadascuna amb un cicle biològic diferent. A efectes de productivitat de la plantació, cal tenir en compte la preparació del sòl i, si cal, depenent de la zona de cultiu, la preparació d'un sistema de reg, en funció de les necessitats hídriques.
La majoria dels horts es planten per a una sola varietat de fruita. Si bé es reconeix la importància d'introduir la biodiversitat a les plantacions forestals, sembla que hauria de ser beneficiós introduir una mica de diversitat genètica a les plantacions d'hortes, així com intercalant altres arbres a través de l'horta. La diversitat genètica en un hort proporcionaria resistència a plagues i malalties igual que als boscos. Estudis de pol·linització i del clima també tenen un paper central en el desenvolupament de l'hort fruiter, vigilant a l'hivern les gelades tardanes que poden afectar la floració dels arbres, i a l'estiu, no s'ha de subestimar el risc de calamarsa sobtada que pot fer malbé la maduració de la fruita. A zones de clima fred, es poden limitar els riscos mitjançant la selecció de varietats resistents, plantes més rústiques o de floració més tardana.
Els horts de vegades es concentren a prop de cossos d'aigua on els extrems climàtics es moderen i el temps de floració es retarda fins que passa el perill de les gelades.

## Característiques físiques
En un verger hi ha dues característiques principals: la ubicació i la superfície. Aquestes dues determinen altres característiques fonamentals.

### Geografia i clima
La situació geogràfica és la responsable d'unes condicions climatològiques específiques. La tradició indica les espècies vegetals més adequades per a ser conreades en un indret considerat.

### Disposició
Sempre que es pugui escollir, cal tenir en compte l'orientació del verger. Interessa una insolació favorable i una protecció contra els vents nocius. A l'hemisferi nord són adequats els pendents cap al sud i sud-oest. Els pendents cap al nord i l'oest són, generalment, desfavorables. A l'hemisperi sud les indicacions serien diferents.

### Naturalesa del sòl
Les característiques de la terra són molt importants. La realització d'anàlisis químiques i complementàries permeten assabentar-se de la idoneïtat o les mancances d'un sòl determinat. En molts casos és possible adoptar mesures correctives.
Un bio-indicador que permet avaluar la qualitat d'un sòl és el cuc de terra.
| «                                                     | Lo primero de todo es que tu huerto, Para ser fértil, se coloque en tierra Pingüe, no pegajosa sino afable, Que no estalle en terrones al labrarla, Mas antes la menuda arena imite. | » |
| — Poema sobre els horts. Luci Juni Moderat Columel·la | |   |

## Ecologia dels horts
Només els troncs alts, robusts i empeltats amb poques exigències de cura i ubicació són adequats per al prat de l'horta. No obstant això, a causa del seu origen, les formes silvestres solen tenir altes exigències de sòl i clima, per la qual cosa es van obtenir varietats especials, resistents i gairebé perfectament adaptades a les condicions respectives. La varietat de varietats, per tant, sempre té una referència regional; La composició tradicional d'espècies i la selecció de varietats mostren un grau d'especialització alt per a diferents ubicacions i usos. De les més de 3000 varietats de pomes a Europa central, només unes 60 es troben al comerç al detall alemany. No obstant això, encara hi ha moltes varietats regionals antigues als horts. Per tant, representen un reservori important per al cabal genètic de les pomes cultivades. La típica prada d'hort gairebé no existeix.

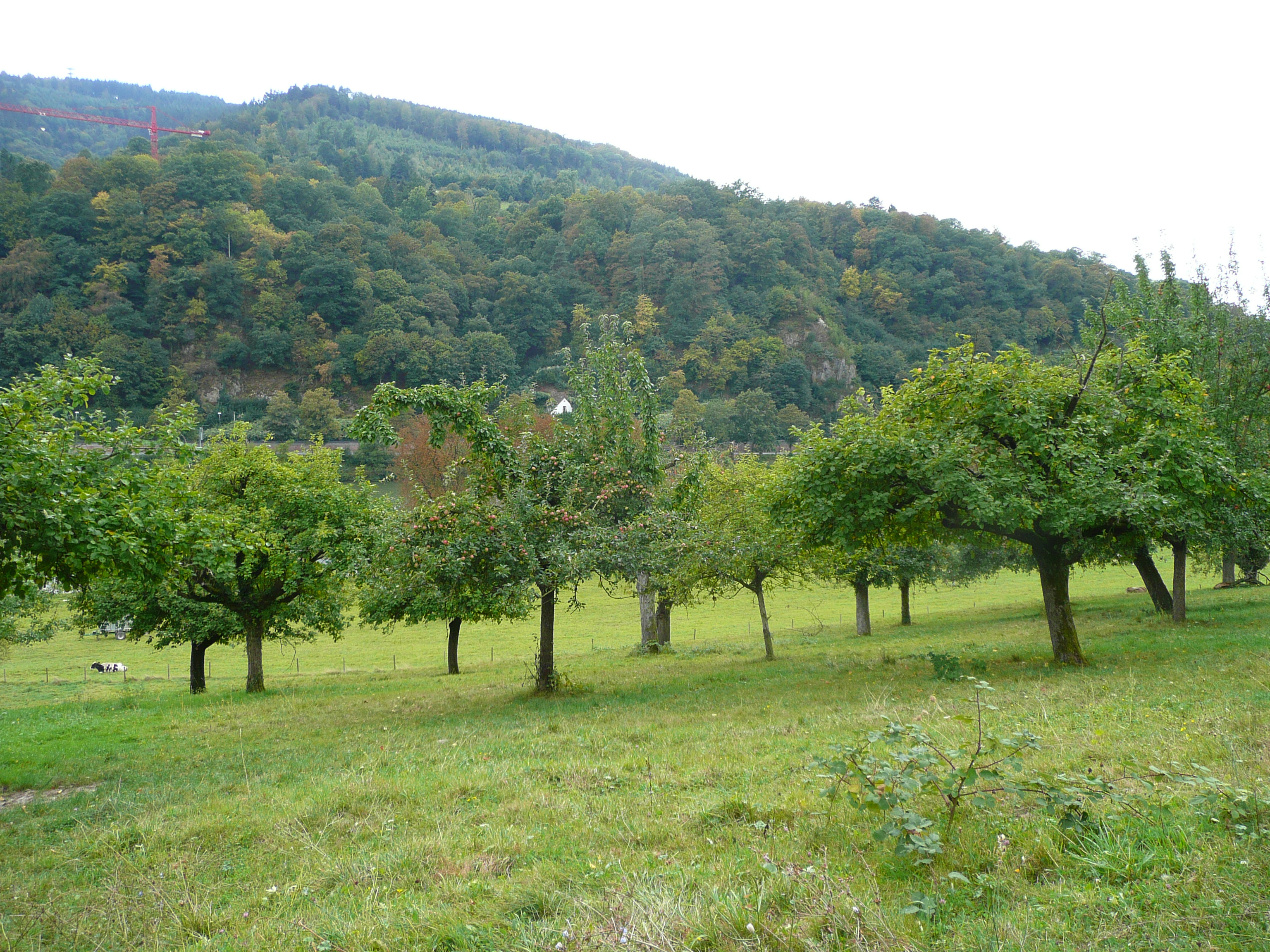
Hort amb prada a Alemanya.

Les diverses formes són també una expressió dels aspectes de protecció del paisatge: els arbres fruiters poden protegir el sòl als vessants de l'erosió, de manera que el maneig de les pastures sigui sostenible. Els horts típics dels assentaments del segle xviii també van actuar com a protecció contra el vent. Les temperatures extremes es debiliten i la velocitat del vent es redueix. Amb les diferents formes de creixement, temps de floració i els colors de la tardor, si no que també tenen una funció creativa. Un pomòleg pot fer la selecció correcta per a les variacions locals als horts. L'assegurament de la qualitat també ha de ser realitzat per aquests especialistes per a les plantacions de mesures compensatòries respectives per tal d'assegurar la composició de varietats adaptades per a la ubicació respectiva.
A horts de maneig extensiu, depenent de la composició d'espècies, factors d'ubicació i ús secundari (pastura, praderia, camp), un món animal ric en espècies (fauna) completa la comunitat (biocenosi). En particular, la praderia de l'horta és un hàbitat important per a aus i artròpodes com insectes i aranyes. Els horts tenen només dos “sòls” diferents: el dosser dels arbres fruiters i la capa herbàcia que consisteix en pastures, herbes i, en alguns casos, arbustos baixos. A causa de l'àmplia posició dels arbres de copa clara, la capa d'herbes és assolellada i molt vital. A diferència dels boscs, fins i tot si hi ha insecticides i es prescindeix dels herbicides, els horts són molt més rics en espècies. Això també s'aplica a la comparació de plantes de tija manejades orgànicament, l'ecologia de les quals és més similar a les plantes de tija baixa convencional o integrades que als horts (“gradient ecològic”).
La densitat d'arbres als horts se situa entre 60 i 120 arbres per hectàrea, segons el tipus de fruit. Això és poc comparat amb els boscs, on són comuns fins a 3000 arbres per hectàrea. Com a regla general, es planeja una àrea de 10 × 10 m per a un tronc alt completament desenvolupat, mentre que al cultiu intensiu només calen 1–2 m² per a un fus prim.

## Referents històrics

### Jardí de l'Edèn
Moltes referències del Paradís Terrenal parlen d'arbres fruiters de tota mena.

### Jardins penjants de Babilònia
| « | "En aquest palau va erigir murs molt alts, recolzats en pilars de pedra; i plantant el que es va anomenar un paradís penjant i dontant-lo de tota mena d'arbres, va fer de la perspectiva una semblança exacta d'un país muntanyós. Això va fer per gratificar la seva reina, perquè havia estat criada a Media i era aficionada a una situació muntanyosa." | » |

### Capitular de Villis
L'obra indica els arbres fruiters que havien de formar part d'un verger ideal, incitant a plantar-los en horts veritables.
| Nr. | Nom en llatí en el Capitular | Nom científic (família)                         | Nom català                     |
| --- | ---------------------------- | ----------------------------------------------- | ------------------------------ |
| 74a | pomarios                     | div. espècies Malus domestica Borkh. (Rosaceae) | Pomer                          |
| 74b | pomarios                     | Citrus aurantium L. (Rutaceae)                  | Taronja amarga                 |
| 76  | prunarios                    | Prunus domestica L. (Rosaceae)                  | Cirerer                        |
| 77  | sorbarios                    | Sorbus domestica Borkh. (Rosaceae)              | Sorbus                         |
| 78  | mespilarios                  | Mespilus germanica L. (Rosaceae)                | Nespler                        |
| 79  | castanarios                  | Castanea sativa Mill. (Fagaceae)                | Castanyer                      |
| 80  | persicarios                  | Prunus persica (L.) Batsch (Rosaceae)           | Presseguer                     |
| 81  | cotoniarios                  | Cydonia oblonga Mill. (Rosaceae)                | Codonyer                       |
| 82  | avellanarios                 | Corylus avellana L. (Betulaceae)                | Avellaner                      |
| 83  | amandalarios                 | Prunus dulcis (Mill.) D.A.Webb (Rosaceae)       | Ametller                       |
| 84  | morarios                     | Morus nigra L. (Moraceae)                       | Morera                         |
| 85  | lauros                       | Laurus nobilis L. (Lauraceae)                   | Llorer                         |
| 86  | pinos                        | Pinus pinea L. (Pinaceae)                       | Pins                           |
| 87  | ficus                        | Ficus carica L. (Moraceae)                      | Figuera                        |
| 88  | nucarios                     | Juglans regia L. (Juglandaceae)                 | Noguera                        |
| 89a | ceresarios                   | Prunus avium L. (Rosaceae)                      | Cirerer dolç                   |
| 89b | ceresarios                   | Prunus cerasus L. (Rosaceae)                    | Cirerer àcid                   |
| 90  | malorum nomina               | Especie de Manzano                              | Espècie de pomer               |
| a   | gozmaringa                   |                                                 | "Gosmaringa" (espècie de poma) |
| b   | geroldinga                   |                                                 | "Geroldinga" (espècie de poma) |
| c   | crevedella                   |                                                 | "Crevedella" (espècie de poma) |
| d   | sperauca                     |                                                 | "Esperauca" (espècie de poma)  |

### Palmerar d'Elx
Els autors clàssics parlaven dels jardins de palmeres i horts de mangraners.

### Jardins botànics
Una part important dels jardins botànica tracta del conreu d'arbres fruiters.

## Literatura sobre vergers i similars
A l'article Història de l'agricultura hi ha un apartat amb una llista d'obres relacionades. Algunes d'aquestes obres tracten del conreu d'arbres fruiters.
Teofrast parlava d'arbres salvatges i arbres culivats. I dels arbres amb fruit de les dues menes.